# Sherlock Holmes visszatér
A Sherlock Homes visszatér című (először) angol nyelven kiadott novelláskötetet Sir Arthur Conan Doyle angol író 1903-tól 1905-ig írt Sherlock Holmes novelláit foglalja magába. A könyvet Takácsy Gizella, Boronkay Zsuzsa és, Nikowitz Oszkár fordította.
Ebben a kötetben tér vissza a „halálból” Sherlock Holmes, akit Moriarty professzorral vívott harca után hallottnak nyilvánítottak. Watson beszámol arról, hogy amióta Holmes eltűnt életéből jócskán unottabbnak érzi magát. Míg egy nap egy kuruzslónak öltözve találkozik régi barátjával. Watson olyannyira meglepődik, hogy örömében elájul. Később arra ébred hogy Holmes próbálja felkelteni egy kis brandyvel. Később Holmes és Watson újra nyomozásba kezd, és a „régi szép idők”höz hasonlóan göngyölítenek fel megoldatlan ügyeket.

## Előzmények
|  | Alább a cselekmény részletei következnek! |

A Sherlock Holmes emlékiratai című műben Doyle mesterdetektívjét „meghalasztotta”. Erre Az utolsó eset című novellában kerül sor, mikor is Holmes és Watson hosszú és roppant izgalmas nyomozás után Svájcba érkezik, ahol azt remélik hogy végre elkaphatják James Moriarty professzort aki a legtöbb Londonban történő bűntény és gyilkosság fő koordinálója, és több tucat bűnbanda vezére. Moriarty ügyességére jellemző, hogy még Holmes-t a detektívkirályt is több alkalommal ügyesen kicselezte. Holmes a következőként írja le Moriarty személyét:
„Rendkívüli a pályafutása. Jó családból származik, kitűnő iskolákba járt, és a természet elképesztő matematikai képességekkel ajándékozta meg. Huszonegy éves korában nemzetközi sikert aratott értekezése a Newton-tételről. Ennek köszönhető hogy egy kisebb egyetemen megkapta a matematikai tanszéket, és minden jel arra mutatott hogy fényes jövő vár rá. De ez az ember ördögi gonosz tulajdonságokat örökölt. A vérében lévő bűnözői hajlandóságot nem változtatta meg, hanem még veszedelmesebbé tette. Az egyetemi városkájában egyre riasztóbb hírek kezdtek terjedni róla, ezért kénytelen volt lemondani a tanszékéről. Londonba jött, nevelőtiszt lett a hadseregben. Évek óta érzékelem hogy a bűnesetek mögött valamilyen ismeretlen erő dolgozik, amely megnehezíti a rendőrség munkáját, és védi a bűnösöket. Ez az ember a bűn Napóleonja, Watson.”
Miután Svájcban folytatják tovább a nyomozást, Holmes és Watson hirtelen egy futárt kap, mely szerint arra kérik Watsont hogy menjen Meiringen-be ahol egy beteg angol nőt kell kezelnie. Watson idővel rájön hogy a levél hamis, így amilyen gyorsan csak tud visszatér a helyszínre, de már csak Holmes hegymászó botját, és búcsúlevelét találja, amely ott hever egy sziklán. Ebből kiderül, hogy Holmes csak úgy tudta legyőzni legnagyobb ellenfelét, hogy magával rántotta a vízesésbe. Később a Lakatlan ház című novellában kiderül, hogy Holmes egy sziklába kapaszkodva túlélte az esést, míg Moriarty a vízbe zuhant. A detektív később kimászott a szakadékból, és álruhában visszajutott Londonba. Itt könyvkereskedőnek álcázta magát, és „véletlenül” összeütközik Watsonnal aki éppen egy nyomozást folytat (kevés sikerrel). Itt Watson még nem tudja, hogy régi barátjával találkozott.

## A kötetben szereplő novellák

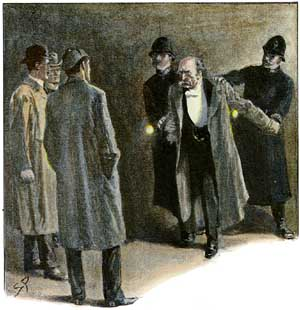
Moran ezredes letartóztatása.

### A lakatlan ház
A novella 1903-ban jelent meg, magyarra fordítója Takácsy Gizella. Ebben a történetben Holmes összetalálkozik Watsonnal, aki örömében elájul, és nem is hiszi el, hogy régi barátját látja. Watson alig bírja kivárni a történetet melyben a detektív elmondja neki hogyan menekült meg a halál torkából. De Holmes csak gyorsan elmondja a részletek és megígéri hogy később részletesen mindent elbeszél. Mivel rögtön egy bűntény felderítésében kell közreműködnie. Watsonnal együtt Holmes egy üres házba tér be, ahonnan egy ellensége, Sebastian Moran ezredes le akarja lőni Holmes-t. Azonban a detektív megelőzte őt, az üres ház fala Holmes régi irodájának ablakára néz, Holmes viszont magáról egy viasz bábut készíttetett amit asztalához ültetett azt a látszatot keltve, hogy ott ül az ablak előtt. Ezzel a trükkjével megtévesztve az esetleges fejvadászokat. Moran ezredes az üres házból szeretné légpuskával fejbe lőni Holmes-t aki azonban már itt vár rá, és mielőtt ezt megtenné, Watson segítségével rajtaüt, és a helyszínre hívott rendőrökkel letartóztatja az ezredest.

### A norwoodi tűzeset
A norwoodi tűzeset című Sherlock Holmes novella 1903-ban jelent meg, angolról magyarra fordítója Nikowitz Oszkár. Ebben a részben Holmes-t egy igen zaklatott külsejű férfi, John Hactor McFarlane keresi fel. A férfit Jonas Oldacre, népszerű kőműves meggyilkolásával vádolják. A szerencsétlent már majdhogynem elítélik, mikor a detektív végre fényt derít az ügyre. Kiderül, hogy a Jonas Oldacre él és virul, csak szórakozásból felégette a ház mögötti farakásait, ezzel azt a látszatot keltve, hogy elégett a tűzben. Valójában a férfi (kőművesi szakmájának köszönhetően) olyan mesteri rejtekhelyeket épített házába, hogy arról rajta kívül senki más nem tudott. A történet végén Oldacrte-t a hatóság félrevezetéséért őrizetbe veszik, McFarlane-t pedig felmentik.

### A táncoló figurák
A novella 1903-ban jelent meg, magyarra fordítója Takácsy Gizella.
Holmes és Watson már hosszú ideje tétlenül éldegélnek, mikor Mr. Hilton Cubitt, Ridling Thorpe Manor ura egy különös levelet küld a detektívnek. Egy titkosírással írt üzenetet, amelyről Mr. Hilton az ég világon semmit sem tud. Csupán azért foglalkoztatja ennyire az ügy, mert mikor felesége (Elsie Patrick) meglátta az üzenetet halálra rémült, és nem mert beszélni róla. Valamilyen rejtélyes személy folyamatosan ilyen titkosírással nyugtalanítja Elsiet. A szerencsétlen férjt, Mr. Hiltont pedig köti adott szava, miszerint nem kérdezgeti feleségét múltja felől.
Miután Hilton elmondta történetét, Holmes megkéri a nemest, hogy amint újabb ilyen üzeneteket kap sürgősen küldje el neki Londonba. Ez egy ideig működik is, és a detektív szorgosan próbálja értelmezni a rajzokat. Azonban idővel rájön hogy sürgősen Norfolkba, Hilton Cubitthoz kell mennie. A detektív azonban elkésik, mert néhány órával megérkezésük előtt Mr. Hilton meghal. Holmes és Watson ekkor komolyabb helyszíni nyomozásba kezd, és megfejtik a „táncoló figurák” titkát. Ennek segítségével Holmes magához hívja a valódi tettest, aki azt hiszi Elsie írt neki. Kiderítik hogy a figurákat Mr. Abe Slaney volt amerikai bűnöző Elsie vőlegénye küldte, illetve ő követte el a gyilkosságot. Az amerikait letartóztatják, és életfogytiglani fegyházra ítélik.

### A másik folt
|  | Itt a vége a cselekmény részletezésének! |

## Szereplők
- Sherlock Holmes
- Dr. John Watson
- Sebastian Moran

## Fordítások
A könyvnek 3 fordítója van. A fordítást különösebb kritika nem érte, mert a fordítások jól érzékeltetik a könyv megírása körüli időket, illetve Sherlock Holmes személyiségét. Érhetetlen okokból viszont a magyar kiadásból – ahogy a regények és a többi novelláskötet esetében is előfordul – mondatok, sőt egyes esetekben teljes bekezdések hiányoznak. A könyv fordítását hárman végezték, Takácsy Gizella, Boronkay Zsuzsa és, Nikowitz Oszkár.
Nikowitz Oszkár fordításai:
- A norwoodi tűzeset
- Szökés az internátusból
- A hajóskapitány
- A zsarolók királya
- A hat Napóleon
- A három diák
- Az aranycsíptető
- Az eltűnt hátvéd

Takácsy Gizella fordításai:
- A lakatlan ház
- A táncoló figurák
- A magányos biciklista

Boronkay Zsuzsa fordításai:
- Az Apátsági Major
- A másik folt